# 瓦納查爾二世
瓦納查爾二世（法語：Warnachar II，—626年），法蘭克王國貴族，7世紀初任奧斯特拉西亞宮相（612年—617年）和勃艮第宮相（617年—626年），墨洛溫王朝權力重組的關鍵人物。

## 生平
根據《弗萊德加編年史》，瓦納查爾二世家族屬勃艮第顯貴。瓦納查爾二世於580年左右出生於加蒂奈，可能出生在朗東堡，他是第一任勃艮第宮相瓦納查爾一世的兒子。
瓦納查爾二世於595年勃艮第國王提烏德里克二世未成年期間開始致仕，當時攝政是國王的祖母布倫希爾德。612年，提烏德里克二世擊敗長兄奧斯特拉西亞國王提烏德貝爾特二世，統一奧斯特拉西亞和勃艮第兩王國，瓦納查爾二世被任命為奧斯特拉西亞宮相。可惜，提烏德里克二世於翌年在梅斯意外去世，其幼子西吉貝爾特二世繼位，布倫希爾德重新攝政，瓦納查爾二世卻成為勃艮第貴族反抗布倫希爾德中央集權政策的叛亂運動的領導者。瓦納查爾二世轉而支持紐斯特里亞國王克洛泰爾二世，並允許克洛泰爾二世入侵勃艮第和奧斯特拉西亞，並處決了布倫希爾德和西吉貝爾特二世。
克洛泰爾二世就這樣成功統一法蘭克王國。616年，克洛泰爾二世在聚集在馬恩河畔博訥伊的王國主要貴族和主教面前，以書面形式重申他尊重勃艮第自治的承諾，並於617年，任命瓦納查爾二世為終身勃艮第宮相。
瓦納查爾二世亦重組勃艮第稅收體系，強化王室直轄領地管理，引發地方貴族不滿。瓦納查爾二世於626年突然去世，其子戈迪努斯繼任為宮相，並娶繼母伯莎為妻。克洛泰爾二世利用這場教規上無效的婚姻，除掉戈迪努斯。勃艮地的貴族隨後告知克洛泰爾二世，他們不希望重新任命勃艮第宮相，勃艮第改由國王直轄。